# پابلو لاستراس
پابلو لاستراس (اسپانیایی: Pablo Lastras‎؛ زادهٔ ۲۰ ژانویهٔ ۱۹۷۶) دوچرخه‌سوار اهل اسپانیا است.
از باشگاه‌هایی که در آن رکاب زده‌است می‌توان به تیم موویستار، و تیم موویستار، اشاره کرد.